# Miss Mundo 1961
Miss Mundo 1961 foi a 11.ª edição do concurso de beleza feminino de Miss Mundo. O certame idealizado pelo gerente de vendas publicitárias da Mecca Leisure Group, Eric Douglas Morley, foi realizado em 9 de novembro de 1961. Tendo como palco o Lyceum Theatre, o concurso reuniu trinta e sete (37) candidatas - duas a menos que no ano anterior - de diferentes países. A vencedora do certame foi a representante do País-anfitrião, Reino Unido, Rosemarie Frankland, coroada pelo comediante Bob Hope, devido a ausência da Miss Mundo 1960, Norma Gladys Cappagli.

## O Concurso

### Concursos cancelados e nações ausentes
Em 1961, numerosos concursos nacionais de beleza foram cancelados devido à situação política e econômica de algumas nações. Não foram realizadas competições em Honduras, Porto Rico, Jordânia, Tunísia, Tanganica e Quênia. Nem o "Miss Maple Leaf" foi realizado no Canadá pelo segundo ano consecutivo. O evento canadense mudou de mãos e o novo organizador, Emile Saint Pierre, não conseguiu fazer uma competição.
Os organizadores regionais na Noruega desistiram de continuar enviando candidatos ao Miss Mundo a partir deste ano, devido ao pouco sucesso alcançado por sua representante no ano anterior, que só conseguiu se posicionar entre as dezoito primeiras classificadas. O mesmo aconteceu na Suíça e no Marrocos, países ausentes por vários anos desde então. Por outro lado, em Hong Kong, os diretores locais que tinham os direitos preferiam enviar sua rainha apenas para o Miss Internacional.
Na Austrália, eventos de beleza preliminares foram realizados desde janeiro de 1961 e a eleição do representante australiana para o Miss Mundo estava prevista para agosto, mas, por razões desconhecidas, a final nacional não foi realizada. Em Gana, o concurso mudou de mãos e o evento foi adiado até o final de novembro, então o país africano estava novamente ausente. Enquanto isso, em países como Birmânia, Paraguai e Peru, foram realizadas competições nacionais, mas não indicaram nenhuma representante concurso londrino, preferindo enviar suas rainhas apenas para o Miss Universo e a Miss Internacional, concursos que naquela época patrocinavam passagem aérea para as participantes.
O Chile estrearia na disputa no ano anterior com Marinka Polhammer, mas isso não se concretizou no último minuto. Em 1961, também, porque a "Miss Chile", Maria Gloria Silva Escobar, quando voltou do Miss Universo 1961, decidiu se estabelecer na Europa, aposentando-se das disputas de beleza. Além disso, ela estava mais interessada em ter uma família do que em ser uma rainha da beleza. Os organizadores chilenos não selecionaram nenhuma outra candidato ao título.
Por outro lado, no Havaí, apesar de ser parte integrante dos Estados Unidos, os organizadores que enviaram uma candidata ao Miss Mundo em 1959 escolheram a "Miss Hawaiian" novamente, e a vencedora foi Mae Yae Beimes, 29 anos, dançarina de hula. Como prêmio, a rainha havaiana faria uma turnê mundial, incluindo Londres, mas não pôde participar do Miss Mundo por dois motivos: o Havaí já era um estado da união americana e Mae era mais velha que a idade limite de 25 anos. Já os organizadores portugueses enviaram um telegrama anunciando a Morley que, infelizmente, a Miss Portugal Maria José Santos Trindade Defolloy, não podia viajar devido a problemas de saúde.

### Miss Jamaica
Em 19 de outubro de 1961, o navio italiano "Ascania" atracou no porto de Londres. A bordo estava a Miss Jamaica (Chriss Leon), de 19 anos, com sua acompanhante Rhoda Henry, para competir pelo título de Miss Mundo. A jovem ficou em segundo lugar no concurso "Miss Jamaica 1961" e foi nomeada para representar a ilha do Caribe no evento. Mas antes de chegar à Grã-Bretanha, a acompanhante descobriu que a garota tinha tido um caso secreto com um médico de Trinidad e Tobago. Devido ao escândalo que surgiria pela situação embaraçosa, a acompanhante não permitiu que a senhorita desembarcasse em Londres, chamando-a de "garota travessa". No dia seguinte, o navio partiu rumo a Vigo, na Espanha, com ambas a bordo. Eric Morley tentou se comunicar, pedindo a jovem que aterrissasse na Espanha e de lá voltar a Londres, mas tudo foi em vão, já que a acompanhante não permitiu que a jovem saísse do navio por nada no mundo. Tanto foi o barulho que a acompanhante adoeceu devido a um colapso nervoso. Depois de atracar em Vigo, o navio continuou em direção a Porto Espanha, Trinidad, onde a Miss Jamaica finalmente conseguiu desembarcar em 3 de novembro. A garota admitiu seu caso secreto com o médico e disse à mídia que não queria voltar para a Jamaica. No entanto, após uma excursão de uma hora a Porto de Espanha, a jovem retornou ao navio para continuar sua jornada de volta ao seu país. Antes de sair, ela disse à imprensa que "o que você não recebe hoje, recebe amanhã".

### Noite final
Às 21h25 de 9 de novembro de 1961 no Lyceum, a transmissão do concurso começou na BBC, com a narração de Bryan Cowgill, que mostrava a pré-gravação das participantes em trajes típicos que eles fizeram na terça-feira. Eles também mostraram a apresentação dos juízes e o desfile das candidatas em vestidos de noite e a convocação das 15 semifinalistas que haviam sido gravados minutos antes e estavam ao vivo no momento em que anunciavam as 7 finalistas. A transmissão foi interrompida pelos 50 minutos seguintes, com comentários para a televisão de Michael Aspel, que substituiu David Coleman no último minuto pois estava doente.
O Mestre de Cerimônias, Peter West, foi apresentado e ele entrevistou as 15 semifinalistas, entre as quais a "Miss Free China" (Taiwan) se destacou, pois disse que queria ser cantora e cantou brevemente uma música em sua língua nativa (embora ela tenha nascido na Coreia), alcançando uma ovação de pé entre o público. Em seguida, os nomes das finalistas foram anunciados com transmissão ao vivo pela BBC. Uma mudança de última hora fez Morley escolher 7 em vez das 6 finalistas que ele havia determinado no início e foi precisamente desde 1961 que a seleção final foi feita com 7 finalistas. Foram elas: China, Dinamarca, França, Nova Zelândia, Espanha, Reino Unido e Estados Unidos. As sete finalistas foram brevemente entrevistados para a plateia e colocadas juntas para os juízes enquanto emitiam o veredicto final. O escrutínio dos votos foi feito pelo editor Charles Jacobs, que fazia esse trabalho desde 1958. As finalistas foram para os bastidores, enquanto Eric Morley continuava, como sempre, a anunciar os resultados em ordem inversa, começando com o quinto lugar.
Na quinta posição e ganhadora de £ 100, "Miss Dinamarca", a loira Inge Jörgensen e uma das favoritas dos apostadores. Em quarto lugar estava a Miss França, Michèle Wargnier, com o tornozelo enfaixado, recebendo um prêmio de 150 libras esterlinas. Vencedora de £ 250 e em terceiro lugar, a bela Miss Espanha, Maria del Carmen Cervera Fernández, com 1,80 metro de altura, cabelos pretos e olhos verdes. Em segundo lugar, a beleza oriental da Miss China, Grace Li Shiu-ying, que levou para casa um prêmio de 500 libras. Todas receberam um pequeno troféu em forma de globo e as duas primeiras finalistas receberam tiaras. Os prêmios foram entregues por Alan B. Fairley, da Mecca Dancing.
Três jovens foram deixadas nos bastidores esperando o anúncio do nome da vencedora. Morley chamou no palco o ator Bob Hope, que estava encarregado de coroar a nova Miss Mundo na ausência de Norma Gladys Cappagli da Argentina, detentora do título em 1960. Era anunciada a vitória de Rosemarie Frankland, do Reino Unido, que chorou animadamente ao receber a coroa, o cetro e o beijo correspondente do ator Bob Hope. Hope disse a ela, enquanto ela era coroada, que ela era a mulher mais bonita que ele já viu. Rosemarie era a primeira britânica a receber o título de mulher mais bonita do mundo na história do evento, recebendo um cheque como prêmio por 2.500 libras esterlinas (a quantia mais alta recebida por uma Miss Mundo até aquele ano), um belo troféu e um teste de cinema com a Columbia Pictures, além da possibilidade de ganhar cerca de 20 mil libras a mais em apresentações durante seu reinado. Miss Reino Unido não estava entre as grandes favoritos do concurso e, portanto, sua escolha foi quase uma surpresa. As grandes favoritas das casas de apostas foram Dinamarca, Alemanha e Estados Unidos.
No baile de coroação, realizado posteriormente no "Café de Paris", Morley entregou oficialmente os prêmios à: Miss USA em sexto lugar, com um prêmio de £ 50 e, na sétima, "Miss Nova Zelândia", com um prêmio de 25 libras esterlinas. Lá, as vencedoras e as que não alcançaram nenhuma posição dançaram e beberam champanhe até o amanhecer.

### Campeã
Rosemarie Frankland nasceu em 1 de fevereiro de 1943 na vila de Rhosllanerchrugog, Wrexham, País de Gales. Filha de uma operadora de limpeza hospitalar e capataz de fábrica, Rose foi criada em North Wales por sua avó e depois se mudou para Lancashire, Inglaterra, onde trabalhava atrás do balcão da loja Marks & Spencer. Ganhou numerosos concursos de beleza locais. Mais tarde foi coroada Miss Wales, ficou em segundo lugar no Miss Universo 1961, ganhou o título de Miss Reino Unido e depois ganhou a coroa Miss Mundo em 9 de novembro de 1961, sendo a primeira britânica a ganhar um concurso internacional de beleza. O relacionamento com o namorado, Gary Talbot, acabou depois de conquistar o título mundial de beleza. Ela participou do Miss Mundo 1962 para coroar sua sucessora, a primeira a fazer isso desde 1955. Depois do concurso, ela disse à imprensa: "Acho que passei os primeiros três dias, depois de ganhar o título, chorando. Os telefones nunca paravam de tocar. Durante semanas a fio não conheci ninguém além de estranhos. Eu estava tão sozinha".
Durante seu ano de reinado, trabalhou impecavelmente, participando de todos os eventos para os quais foi solicitada e confiando em Eric Morley, a quem nomeou seu gerente. Depois de seu reinado, conseguiu ganhar quase 20.000 libras esterlinas. Para Eric Morley, Rosemarie era a Miss Mundo com o rosto mais bonito da história. Se casou em 10 de janeiro de 1963 com o jornalista Benjamin Jones, 32, em Caxton Hall, Westminster. Logo ela começou sua carreira de atriz, recebendo pequenos papéis como "Miss Australia" no filme "The Beauty Jungle". Ela também participou desse mesmo ano no filme "A Hard Day´s Night" com os Beatles, atuou como garçonete em mais dois filmes em 1964, chamados "We Shall See" e "The Edgar Wallace Mystery Theatre" e no filme "Vou levar a Suécia" com Bob Hope e Frankie Avalon em 1965, com o papel de Marti, a namorada sueca de Avalon. Rosemarie se divorciou de Jones no final de outubro de 1966 porque Jones a acusou de adultério. Após a separação, Bob Hope, então com 60 anos, a levou para Los Angeles e a instalou como sua assistente pessoal. Rosemarie tornou-se amiga de Dolores, esposa de Hope.
No início de 1970, Rosemarie visitou as tropas americanas com Hope no Ártico, então Bob, com suas piadas de sempre, disse que "ela era tão gostosa que eles certamente teriam problemas naquele gelo". Após seu fracasso como atriz, Rosemarie retornou à casa de Bob Hope em Palm Springs, Califórnia, como sua assistente, mas esse trabalho também terminou quando a esposa de Hope, Dolores, descobriu que ambos eram amantes. Em 12 de outubro de 1970, ela se casou pela segunda vez, dessa vez com Warren Entner, ex-guitarrista da banda de rock "The Grass Roots", com quem teve sua única filha, Jessica Entner, em 1976. Se divorciaram no início de 1982, após quase doze anos de casamento.
Embora Rosemarie nunca tenha tido um carinho nostálgico pelo concurso, ela participou como convidada no 25.º aniversário do evento em Londres em 1975. Em 2 de dezembro de 2000, seu corpo foi encontrado sem vida em sua casa em Marina del Rey, Califórnia. Ela foi a primeira Miss Mundo a morrer. Ironicamente, ela morreu um mês depois de Eric Morley e duas semanas após o 50º aniversário do concurso. Ela tinha 57 anos na época. Aparentemente, ela sofreu uma insuficiência cardíaca devido a uma overdose de drogas. Seu corpo foi encontrado uma semana depois que ela morreu com um frasco vazio de comprimidos em uma mão e um frasco de tequila perto do corpo. Suas amigas disseram que ela nunca superou seu estado depressivo depois que Bob Hope, seu amante há mais de trinta anos, havia cancelado seus pagamentos regulares três anos antes. De fato, a última vez que Rosemarie viu Hope, ele tinha 88 anos e, em um estado senil, não a reconheceu. Isso foi um golpe para ela.

## Resultados
| Posição                 | País e Candidata |
| Vencedora               | - Reino Unido - Rosemarie Frankland |
| 2º. Lugar               | - China - Grace Li Shiu-Ying |
| 3º. Lugar               | - Espanha - Carmen Cervera |
| 4º. Lugar               | - França - Michèle Wargnier |
| 5º. Lugar               | - Dinamarca - Inge Jörgensen |
| 6º. Lugar               | - Estados Unidos - Jo Ann Odum |
| 7º. Lugar               | - Nova Zelândia - Leone Mary Main |
| (TOP 15) Semifinalistas | - África do Sul - Yvonne Hulley - Alemanha - Romy März - Argentina - Susana Pardal - Áustria - Hella Wolfsgruber - Finlândia - Ritva Wächter - Irlanda - Olive White - Japão - Chie Nurakami - Turquia - Güler Samuray |

     Colocação não-oficial, revelada posteriormente ao final do evento.

## Jurados
Ajudaram a definir a campeã:
1. Richard Todd, ator;
2. Bernard Delfont, empresário;
3. Kathleen Manners, duquesa de Rutland;
4. John Spencer-Churchill, 11º Duque de Marlborough;
5. Denis Anthony Brian Butler, 9º Conde de Lanesborogh;
6. Ethel Beatty, socialite filha do milionário Marshall Field;
7. Norman Hartnell, fashion designer;
8. Bob Hope, ator e comediante;
9. Billy Butlin, empresário;

## Candidatas
Disputaram o título este ano:
| - África do Sul - Yvonne Brenda Hulley - Alemanha - Romy März - Argentina - Susana Julia Pardal - Áustria - Hella Wolfsgruber - Bélgica - Jacqueline Oroi - Bolívia - Nancy Cortez Justiniano - Brasil - Alda Maria Coutinho - Ceilão - Sushila Perera - China - Grace Li Shiu-Ying - Chipre - Andreava Polydorou - Coreia do Sul - Chang-ae Hyun - Dinamarca - Inge Jörgensen - Equador - Magdalena Dávila Varela | - Espanha - María del Carmen Cervera - Estados Unidos - Jo Ann Odum - Finlândia - Ritva Tuulikki Wächter - França - Michèle Wargnier - Grécia - Efstathia Karaiskaki - Holanda - Ria van Zuiden - Índia - Verónica Leonora Torcato - Irlanda - Olive Ursula White - Islândia - Johanna Kolbrun Kristjansdóttir - Israel - Er'ela Hod - Itália - Franca Cattaneo - Japão - Chie Nurakami | - Líbano - Leila Antaki - Luxemburgo - Vicky Schoos - Madagascar - Jeanne Rakotomahanina - Nicarágua - Thelma Araña - Nova Zelândia - Leone Mary Main - Reino Unido - Rosemarie Frankland - Rodésia e Niassalândia - Angela Joyce Moorcroft - Suriname - Kitty Essed - Suécia - Ingrid Margaretha Lundquist - Turquia - Güler Samuray - Uruguai - Roma Spadaccini Aguerre - Venezuela - Bexi Cecilia Romero Tosta |

## Histórico

### Desistências
- Jamaica - Chriss Leon
- Portugal - Maria José Santos Trindade
- Taiti - Tahia Piehi